# 시벨루치산

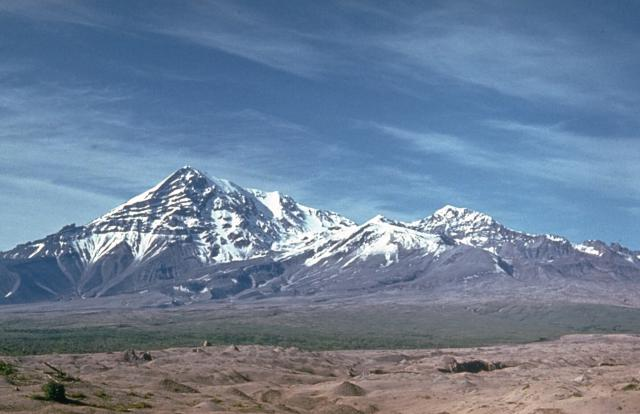

시벨루치산(Shiveluch)은 러시아의 캄차카반도의 캄차카 화산군에 있는 활화산으로, 성층 화산이다. 이 화산은 용암 돔까지 포함하고 있으며, 러시아에서 가장 활발한 활화산 중 하나이다. 2024년 8월 18일에 규모 7.0의 강진이 일어난 후 5km 높이까지 화산재를 뿜으며 분화했다. 당시 화산재로 이루어진 구름은 화산으로부터 동쪽과 동남쪽으로 490km 떨어진 지점 상공의 하늘까지 뒤덮었다.